# 다이요유덴

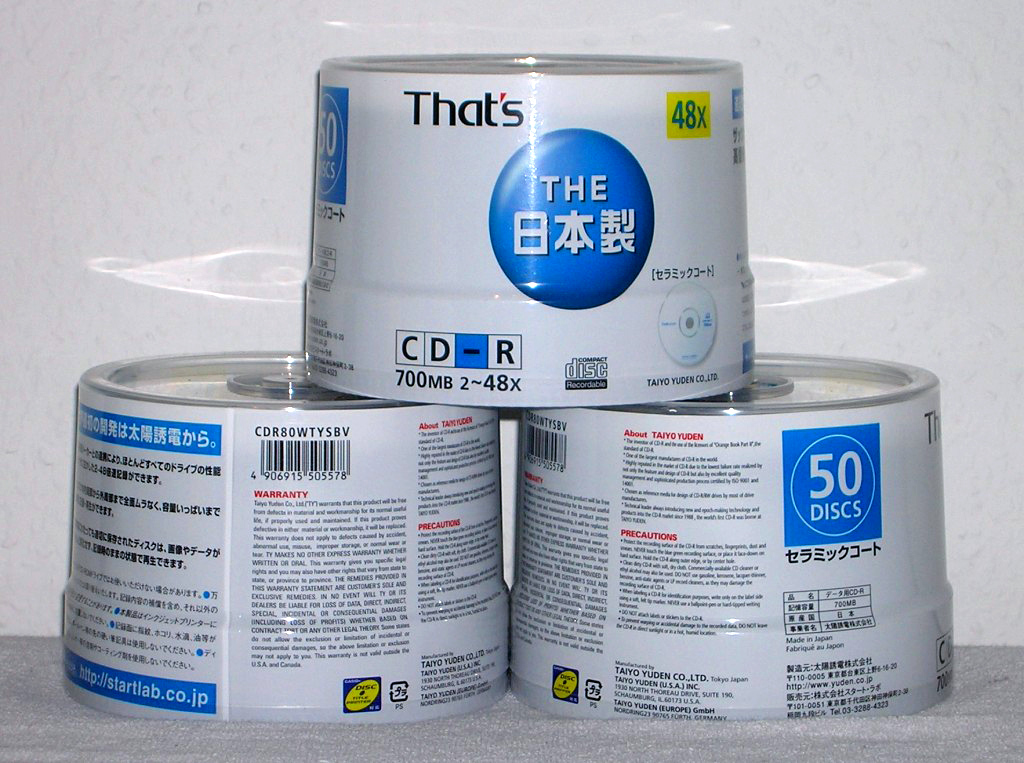
That's 상표가 보이는 공CD는 다이요유덴사의 것이다.

다이요유덴(일본어: 太陽誘電)은 수동소자를 주력으로 하는 일본의 전자부품 제조사이다. 1988년에는 소니, 필립스와 함께 CD-R의 개발 및 제품화에 선구자적인 역할을 했다. 1950년 3월 23일 히코하치 사토가 설립한 이래로 현재 미국, 일본, 싱가폴, 대한민국, 중국, 필리핀, 타이완, 말레이시아, 태국 등지에서 공장을 운영하고 있으며, 세계적으로 2만 명 이상의 직원을 고용하고 있다. 대한민국에는 한국태양유전을 비롯하여 3개의 자회사가 있다.

## 전자 부품
유전체 세라믹을 사용한 콘덴서나 페라이트 세라믹을 사용한 인덕터 등의 수동 전자부품 및 전자부품 기술을 살린 고밀도 실장에 의한 Bluetooth나 LCD 백 라이트 모듈 등의 파트 어셈블리를 주력상품으로 하고 있다. 2001년에는 군마현 타카사키시에 전파 암실동(EMC CENTER)을 설립. 관련 노이즈 대책부품의 판매확대를 위해 10 m암실, 안테나 평가 설비, Bluetooth 인증 설비, 근방 전자계 동시 측정설비를 겸비하고 운영하고 있다. 또 근년에는 플랫 패널 디스플레이를 위한 백 라이트 모듈의 매상이 호조를 띠고 있다.

## 기록 미디어
That's CD-R이전에는 카세트 테이프, 비디오 테이프 등의 자기 테이프를 That's 브랜드로 제조하여 판매하고 있었지만, 1993년에 기록 미디어 사업을 소니와의 합작회사인 스타트 레버러토리에 이관했다. 현재는 주력인 전자부품 외에 미디어 메이커로서 CD-R, 각종 기록형 DVD를 제조해 스타트 레버러토리를 통해 발매하고 있다. 특히 품질을 확보하면서 양산하는 기술로 정평이 있어 싸고 좋은 미디어로서 팬도 많다. CD-R 업계에서는 다이요 유덴과 비교할 수 있는 메이커가 거의 없기 때문에「우선 다이요 유덴」이라고 할 정도의 지위를 유지하고 있으며 DVD 업계에서도 OEM 공급을 통해 대량으로 판매하고 있다. 경합 타사에서는 대만 등으로의 제조 거점 이전이 진행되는 가운데에서도「일본제」를 고집한 제품을 계속 만들고 있다. 같은 회사의 광학 미디어는 후쿠시마현 다테시에 있는 자회사「댓츠 후쿠시마」에서 일괄 생산되고 있다. 소니의 CD-R, 후지 필림의 DVD-R 등 대기업 메이커에 OEM 공급도 하고 있다. (그 밖에도 TDK, 파나소닉 등으로 OEM 공급을 하고 있다. 또, 히타치 맥셀로의 OEM 공급을 하기도 했지만 히타치 맥셀이 DVD-R 제품을 자사 생산으로 전환하였기 때문에 OEM 공급을 중단하고 CD-R만 OEM 공급하고 있다.)
아울러 PC용 드라이브로 잘 알려진 PLEXTOR나 PIONEER와의 우호 관계가 유명하고 다이요 유덴제 미디어를 PLEXTOR·PIONEER의 드라이브로 사용하면 우수한 결과가 되는 경우가 매우 많다. 2008년 10월에는 일본 빅터의 기록 미디어 부문을 분사화 한 빅터 어드밴스트 미디어가 다이요 유덴의 산하에 들어왔다.

## 주요 생산 제품 목록
- CERAMIC CAPACITORS
- INDUCTOR/FERRITE PRODUCTS
- COMPOSITE/CERAMIC PRODUCT
- PIEZO ELECTRIC COMPONENTS
- FERRITE CORES
- HIGH FREQUENCY DIELECTRIC COMPONENT
- FUNTIONAL MODULES
- SMD COMPONENTS
- COMPONENTS FOR HIGH FREQUENCY/MOBILE COMMUNICATION EQUIPMENT
- NOTE BOOK PCs용 COMPONENTS
- LCD DISPLAY용 COMPONENTS
- C-TV 및 CRT DISPLAYS용 COMPONENTS
- POWER SUPPLY용 COMPONENTS
- EMI SUPPRESSION COMPONENTS
- CD-R, DVD-R, BD-R